# Río Tékapo
El Tékapo es un río recorre la cuenca de Mackenzie en Canterbury en la isla Sur de Nueva Zelanda.
Originalmente el río recorría 50 kilómetros desde la orilla sur del lago Tékapo antes de unirse al río Pukaki y seguir hasta la orilla norte del lago Benmore. Sin embargo, las aguas del lago Tékapo se desvían en la actualidad por medio de un canal al lago Pukaki como parte del Plan Hidroeléctrico Waitaki. Estos lagos se utilizan para almacenar agua y ocasionalmente si el deshielo es especialmente caudaloso el agua puede volver de la presa y el canal hacia el lecho del río. El río Tékapo se utiliza para la práctica del piragüismo.
- Datos: Q921081